# Leća (optika)
Optička leća (ili samo leća) je predmet od prozirnoga materijala (stakla, kremena, plastike), omeđen dvjema površinama ili plohama pravilne zakrivljenosti, najčešće sferičnima (kuglinim plohama). Prolaskom i prelamanjem svjetlosti kroz leću nastaje slika promatranoga predmeta, koja može biti stvarna (realna) ili prividna (virtualna). Stvarna slika nastaje na sjecištu prelomljenih zraka svjetlosti i vidi se na zaslonu, a prividna slika nastaje na sjecištu u produžetku prelomljenih i raspršenih zraka svjetlosti, u suprotnom smjeru od smjera širenja i vidi se gledanjem kroz optički sustav. 
Optičke leće su važan dio naočala, dalekozora, povećala, mikroskopa, kamera, projektora i ostalih optičkih uređaja i instrumenata.
Jednostavne optičke leće dijele se na:
- sabirne ili konvergentne (bikonveksne, plankonveksne i konkavno-konveksne), tijela ispupčena središta koja upadni paralelni snop svjetlosnih zraka skupljaju u jednu točku, žarište, s druge strane leće;
- rastresne ili divergentne (bikonkavne, plankonkavne i konveksno-konkavne), tijela udubljena središta koja rasipaju upadni paralelni snop svjetlosnih zraka kao da je potekao iz neke točke (žarišta) ispred leće.[1]

## Vrste optičkih leća
Optička leća je providno staklo omeđeno s dvjema kuglinim plohama. Takva ploha koja odjeljuje dva sredstva različitog indeksa loma, na primjer zraka i stakla, zove se dioptrijska ploha ili dioptar. Pravac koji spaja središta zakrivljenosti obiju ploha zove se optička os leće. Dakle, optička os leće je pravac koji se podudara s osi simetrije leće i prolazi kroz središte zakrivljenosti. Leća koja je u sredini deblja nego s ruba zove se ispupčena ili konveksna leća, a leća koja je u sredini tanja nego s ruba, zove se udubljena ili konkavna leća. 
Ispupčena ili konveksna leća može biti bikonveksna kada su joj obje plohe ispupčene, plankonveksna kada joj je jedna strana ravna, a druga ispupčena i konkavkonveksna ako joj je jedna strana udubljena, a druga ispupčena. Udubljena ili konkavna leća može biti bikonkavna ako su joj obje plohe udubljene, plankonkavna ako joj je jedna ploha ravna, a druga udubljena, konvekskonkavna kada joj je jedna strana ispupčena, a druga udubljena. 
Zraka svjetlosti koja prolazi kroz leću lomi se dvaput, to jest na prvoj i drugoj sfernoj plohi. Zraka koja ide uzduž optičke osi leće prolazi kroz leću nelomljena, jer je srednji dio leće planparalelna ploča. Pramen zraka Sunca ili bilo kojeg udaljenog izvora svjetlosti skupit će se nakon loma kroz konveksnu leću u jednoj točki iza leće koja se zove žarište ili fokus. Zbog toga se konveksna leća zove i leća sabirača. U to se možemo uvjeriti ako sabirnu leću okrenemo prema Suncu. Paralelne Sunčeve zrake sastat će se nakon loma u leći u žarištu, pa se tu može na primjer zapaliti šibica. Izlaze li zrake iz žarišta leće one će se lomiti tako da izlaze paralelno s optičkom osi. 
Kod loma kroz konkavnu leću paralelne zrake se rašire na sve strane kao da dolaze iz jedne točke, žarišta. Zato se konkavna leća zove i leća rastresača. Obrnuto, zrake koje su uperene prema stražnjem žarištu konkavne leće izlaze nakon loma paralelne s optičkom osi. 
Način kako leća lomi zrake svjetlosti možemo protumačiti tako da uzmemo kao da je leća sastavljena od malih prizama. Prizma lomi zrake svjetlosti prema debljem kraju. Optičko središte leće je točka koja se nalazi na osi leće, i to kod simetrične bikonveksne i bikonkavne leće u središnjoj ravnini, a kod plankonveksne i plankonkavne leće u tjemenu zakrivljene plohe. Dakle, središte leće je točka unutar leće u kojoj se nijedna zraka ne lomi. Zraka svjetlosti koja prolazi koso kroz optičko središte neće se otkloniti jer je taj dio leće planparalelna ploča. Ta se zraka zove glavna zraka. 
Simetrična bikonveksna i bikonkavna leća ima dva žarišta koja leže simetrično s obzirom na optičko središte. Udaljenost f žarišta (fokusa) od optičkog središta zove se žarišna daljina. Žarišna daljina ovisi o ondeksu loma materijala, od koje je leća, i od polumjera zakrivljenosti. Što je veći indeks loma, a manji polumjer zakrivljenosti, to je manja žarišna daljina. 
Važno je svojstvo konveksne leće da se pramen zraka koji izlazi iz neke točke sastaje nakon loma ponovo u jednoj točki. Pomakne li se svijetla točka po luku u drugu točku i njezina slika će se pomaknuti u drugu točku.

## Jednadžba optičke leće
Jednadžba leće povezuje položaj slike s položajem predmeta u odnosu na leću. U Gaussovoj aproksimaciji jednadžba glasi: 
{\displaystyle {\frac {1}{a}}+{\frac {1}{b}}={\frac {1}{f}}}
gdje su a i b udaljenosti predmeta i slike od središta leće, a f je žarišna daljina leće. Udaljenost predmeta je uvijek pozitivna, a udaljenost slike može biti pozitivna (kad je slika stvarna ili realna) i negativna (kad je slika prividna ili virtualna). Jednadžba leće vrijedi samo za tanke leće (kojima je debljina u usporedbi s promjerom mala) i za zrake svjetlosti koje se prelamaju u neposrednoj blizini optičke osi leće. U realnim se uvjetima pri nastanku slike prolaskom svjetlosti kroz leću pojavljuju aberacije.

### Objašnjenje
Uzmimo debelu bikonveksnu leću kojoj su O1 i O2 središta zakrivljenosti njezinih sfernih ploha, a r1 i r2 polumjeri zakrivljenosti. Iz točkastog izvora B pada zraka svjetlosti na leću u točku A1. Djelić te plohe na koju pada zraka svjetlosti može se smatrati djelićem ravnine koja se podudara s tangencijalnom ravninom na tu plohu. Zraka svjetlosti prolazeći kroz leću lomi se u točki A1 prema okomici O2A1, a u točki A2 od okomice O1A2. Lom se zbiva na isti način kao kad bismo dio leće kod A1 i A2 zamijenili prizmom lomnog kuta ρ. Ako je leća vrlo tanka, onda oba loma možemo spojiti zajedno tako da leću zamijenimo ravninom. U tom slučaju projekcije M1 i M2 točaka A1 i A2 padaju zajedno u točku M. Devijacija zrake, prolazom kroz leću, iznosi: 
{\displaystyle \delta =\alpha _{1}+\alpha _{2}}
Kako zraka prolazi kroz leću kao kroz prizmu, to je iz trokuta O1O2A vanjski kut (lomni kut): 
{\displaystyle \rho =\beta _{1}+\beta _{2}}
a devijacija kroz prizmu:
{\displaystyle \delta =(n-1)\cdot \rho =(n-1)\cdot (\beta _{1}+\beta _{2})}
odnosno:
{\displaystyle \alpha _{1}+\alpha _{2}=(n-1)\cdot (\beta _{1}+\beta _{2})}
Budući da su α1, α2, β1 i β2 vrlo mali kutovi, to možemo uzeti da je:
{\displaystyle \alpha _{1}=\tan \alpha _{1}={\frac {m}{a}}}
{\displaystyle \alpha _{2}=\tan \alpha _{2}={\frac {m}{b}}}
{\displaystyle \beta _{1}=\sin \beta _{1}={\frac {m}{r_{1}}}}
{\displaystyle \beta _{2}=\sin \beta _{2}={\frac {m}{r_{2}}}}
gdje je: a - udaljenost predmeta od leće, b - udaljenost slike od leće. Uvrstimo li ove vrijednosti u gornji izraz, dobivamo:
{\displaystyle {\frac {m}{a}}+{\frac {m}{b}}=(n-1)\cdot ({\frac {m}{r_{1}}}+{\frac {m}{r_{2}}})}
skraćivanjem jednadžbe s m dobivamo:
{\displaystyle {\frac {1}{a}}+{\frac {1}{b}}=(n-1)\cdot ({\frac {1}{r_{1}}}+{\frac {1}{r_{2}}})}
To je jednadžba tanke bikonveksne leće. Ako je a = ∞, to jest izvor svjetlosti nalazi se u neizmjernoj daljini, onda je 1/a = 0, pa je b = f, a gornja jednadžba prelazi u:
{\displaystyle {\frac {1}{f}}=(n-1)\cdot ({\frac {1}{r_{1}}}+{\frac {1}{r_{2}}})}
gdje je:
{\displaystyle {\frac {1}{a}}+{\frac {1}{b}}={\frac {1}{f}}}
Zbroj recipročnih udaljenosti predmeta i slike od leće jednak je recipročnoj vrijednosti žarišne daljine.
Kod simetrične bikonveksne leće r1 = r2 = r, pa njenu žarišnu daljinu dobijemo iz izraza:
{\displaystyle {\frac {1}{f}}=2\cdot {\frac {n-1}{r}}}
Kod plankonveksne leće je r2 = ∞, 1/r2 = 0, pa izlazi, da je:
{\displaystyle {\frac {1}{f}}={\frac {n-1}{r}}}
Konveksne leće imaju pozitivnu, a konkavne negativnu žarišnu daljinu. Jednadžbu konkavne leće dobijemo iz jednadžbe konveksne leće ako uzmemo polumjere zakrivljenosti s negativnim predznacima. Prema tome je jednadžba leće:
{\displaystyle {\frac {1}{a}}={\frac {1}{b}}=(n-1)\cdot (-{\frac {1}{r_{1}}}+{\frac {1}{r_{2}}})}
odnosno:
{\displaystyle {\frac {1}{a}}+{\frac {1}{b}}=-(n-1)\cdot ({\frac {1}{r_{1}}}+{\frac {1}{r_{2}}})=-{\frac {1}{f}}}

### Žarišna daljina
Žarišna daljina, žarišna duljina ili žarišna udaljenost je udaljenost između središta leće i žarišta, ovisi o obliku leće i o tvari od koje je leća napravljena:
{\displaystyle f={\frac {1}{{\frac {n_{2}-n_{1}}{n_{1}}}\cdot ({\frac {1}{r_{1}}}+{\frac {1}{r_{2}}})}}}
gdje su r1 i r2 polumjeri zakrivljenosti leće (negativni ako je površina leće konkavna, beskonačni ako je površina leće ravna), n1 indeks loma optičkoga sredstva u kojem se leća nalazi, n2 indeks loma optičkoga sredstva od kojeg je leća načinjena. Žarišna udaljenost konvergentnih leća je pozitivna, a žarišna udaljenost divergentnih leća je negativna.

### Uvećanje leće
Uvećanje leće ili povećanje leće m je količnik udaljenosti slike i predmeta: 
{\displaystyle m=-{\frac {a}{b}}}
minusom se naglašava suprotna orijentacija slike i predmeta (obrnuta slika). Iz gornjeg izraza razabiremo da povećanje ovisi o udaljenosti predmeta od leće. Što je udaljenost predmeta od leće manja, veće je povećanje slike. Međutim, povećanje ovisi također i o žarišnoj daljini. Što je žarišna daljina veća, veća je udaljenost slike, a time je i veće povećanje. Prema tome, leće veće žarišne daljine daju i veće realne slike.

### Jakost leće
Jakost leće j je recipročna vrijednost žarišne udaljenosti f: 
{\displaystyle j={\frac {1}{f}}}
Leća to jače lomi zrake što ima manju žarišnu daljinu. Zastarjela mjerna jedinica za jakost leće je 1 dioptrija, a danas je to 1/m ili m-1. Leća ima jakost od 1 dioptrije ako joj je žarišna daljina 1 metar, odnosno broj dioptrija kazuje koliko se puta žarušna daljina nalazi u 1 metar. Sabirne leće imaju jakost označenu s plus, a rastresne s minus. Na primjer ako je žarišna daljina sabirne leće 25 cm = 0,25 m, onda je njena jakost 1/0,25 = + 4 dioptrije. Rastresna leća jakosti - 2 dioptrije ima žarišnu daljinu 1/- 2 = - 0,5 m = - 50 cm, to jest žarište se nalazi 50 cm ispred leće.

## Konstrukcija slike dobivene pomoću optičke leće
Konstrukcija slike izvodi se pomoću 3 svojstvene svjetlosne zrake:
- paralelne zrake, koja nakon loma prolazi kroz žarište,
- žarišne zrake ili zrake, koja dolazi iz žarišta pa je nakon loma paralelna s optičkom osi,
- glavne zrake, to jest zrake koja ide kroz optičko središte i ne lomi se.

### Tanka sabirna leća

#### Predmet se nalazi izvan dvostruke žarišne daljine
Da nađemo njegovu sliku, povući ćemo paralelne zrake s optičkom osi. Te zrake nakon loma prolaze kroz žarište. Glavne zrake povučene iz istih točaka prolaze kroz leću nepromijenjene. Presjecište tih zraka daje sliku predmeta koja se može uhvatiti na zastoru. Prema tome možemo reći: Nalazi li se predmet izvan dvostruke žarišne daljine sabirne leće, slika predmeta je obrnuta, umanjena i realna, a nalazi se između žarišta i dvostruke žarišne daljine.

#### Predmet se nalazi u dvostrukoj žarišnoj daljini
Sliku predmeta dobijemo na već opisani način, pa možemo stvoriti zaključak: Nalazi li se predmet u dvostrukoj žarišnoj daljini sabirne leće, slika je iste veličine kao i predmet, ali obrnuta i realna, a nalazi se također u dvostrukoj žarišnoj daljini.

#### Predmet se nalazi između žarišta i dvostruke žarišne daljine
Ako je predmet između žarišta i dvostruke žarišne daljine sabirne leće, slika je povećana, obrnuta i realna, a nalazi se izvan dvostruke žarišne daljine.

#### Predmet se nalazi u žarištu
Slika se u tom slučaju ne može konstruirati i kažemo da se nalazi u neizmjernosti.

#### Predmet se nalazi između leće i žarišta
Pomoću svojstvenih zraka crtanjem dobijemo sliku predmeta koja se nalazi na istoj strani gdje i predmet. Ta se slika ne može uhvatiti na zastoru, pa se zove prividna ili virtualna. Nalazi li se predmet između sabirne leće i njenog žarišta, slika je prividna, povećana i uspravna.

### Tanka rastresna leća
Od predmeta crtamo zrake paralelne s optičkom osi. One će se lomiti tako kao da dolaze iz žarišta koje se nalazi na istoj strani gdje i predmet. Glavne zrake prolaze nepromijenjene kroz leću. Produžimo li zrake koje se lome unatrag, njihovo će presjecište dati s glavnim zrakama prividnu sliku predmeta koja se ne može uhvatiti na zastoru. Rastresnom lećom oko vidi prividnu, uspravnu i umanjenu sliku predmeta koja se nalazi na istoj strani gdje i predmet. 

## Sferna aberacija
Sva navedena svojstva leća, to jest sakupljanje zraka u jednoj točki, konstrukcija slike i tako dalje, vrijede samo za tanke leće i za zrake koje padaju na leću u blizini osi leće. Kod debljih leća i za zrake koje padaju na rub leće, to jest dalje od osi, nastaju pogreške kod stvaranja slike koje se očituju u tome da je slika bez oštrine. 
Jedna od najvažnijih pogrešaka leća je sferna aberacija. Sferna aberacija je pojava da se sve zrake nakon loma ne sijeku u istoj točki. Kod sabirne leće dijelovi bliže rubu imaju kraću žarišnu daljinu od središnjih dijelova. Zrake koje prolaze kroz središnje dijelove daju oštru sliku na drugom mjestu, a ne na onom na kojem je daju okrajni dijelovi leće. Zato se kod upotrebe cijelog otvora leće ne dobiva nigdje oštra slika. Kod rastresne leće je obrnuto, to jest sferna aberacija sastoji se u tome da je prividno (virtualno) žarište rubnih dijelova leće dalje od leće negoli žarište srednjih dijelova. Prema tome, sfernu aberaciju sabirne leće možemo smanjiti ako leću kombiniramo s rastresnom lećom odgovarajuće jakosti. Takva kombinacija konveksne i konkavne leće kod koje je znatno smanjena sferna aberacija zove se sferno korigirani sustav. Sabirna leća kod koje je posebnim brušenjem sferna aberacija posve uklonjena (korigirana) zove se aplanatička leća ili aplanat. 